# ورزشگاه اسپارتا ات کاستل
ورزشگاه اسپارتا ات کاستل (هلندی: Sparta Stadion Het Kasteel) یا به اختصار ورزشگاه اسپارتا یا ات کاستل یک ورزشگاه فوتبال در شهر روتردام، هلند است.
این ورزشگاه که در سال ۱۹۱۹ تأسیس شده دارای ۱۱٬۰۰۰ نفر ظرفیت است و ورزشگاه خانگی باشگاه فوتبال اسپارتا روتردام محسوب می‌شود.

## نگارخانه

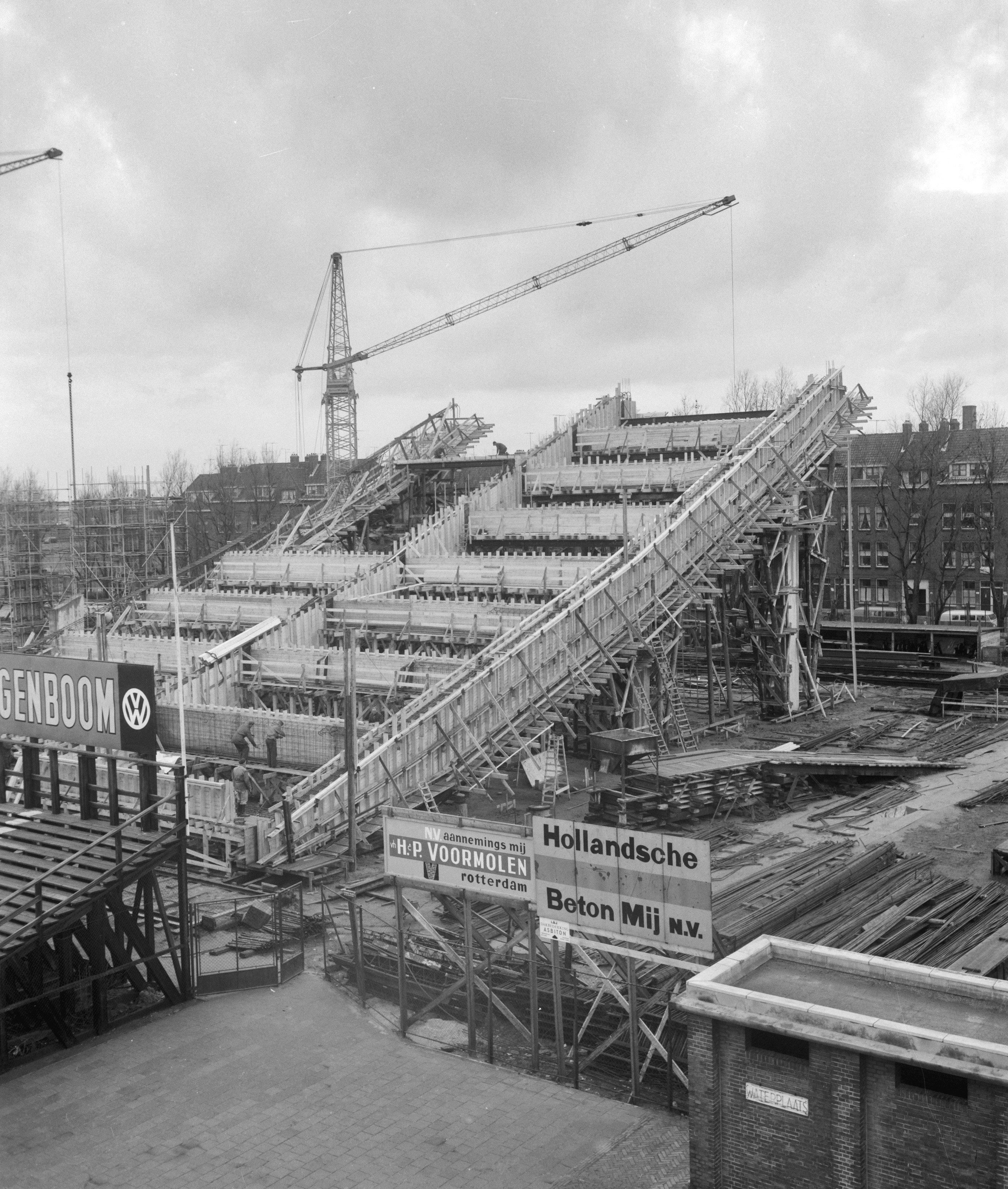
۱۹۶۲
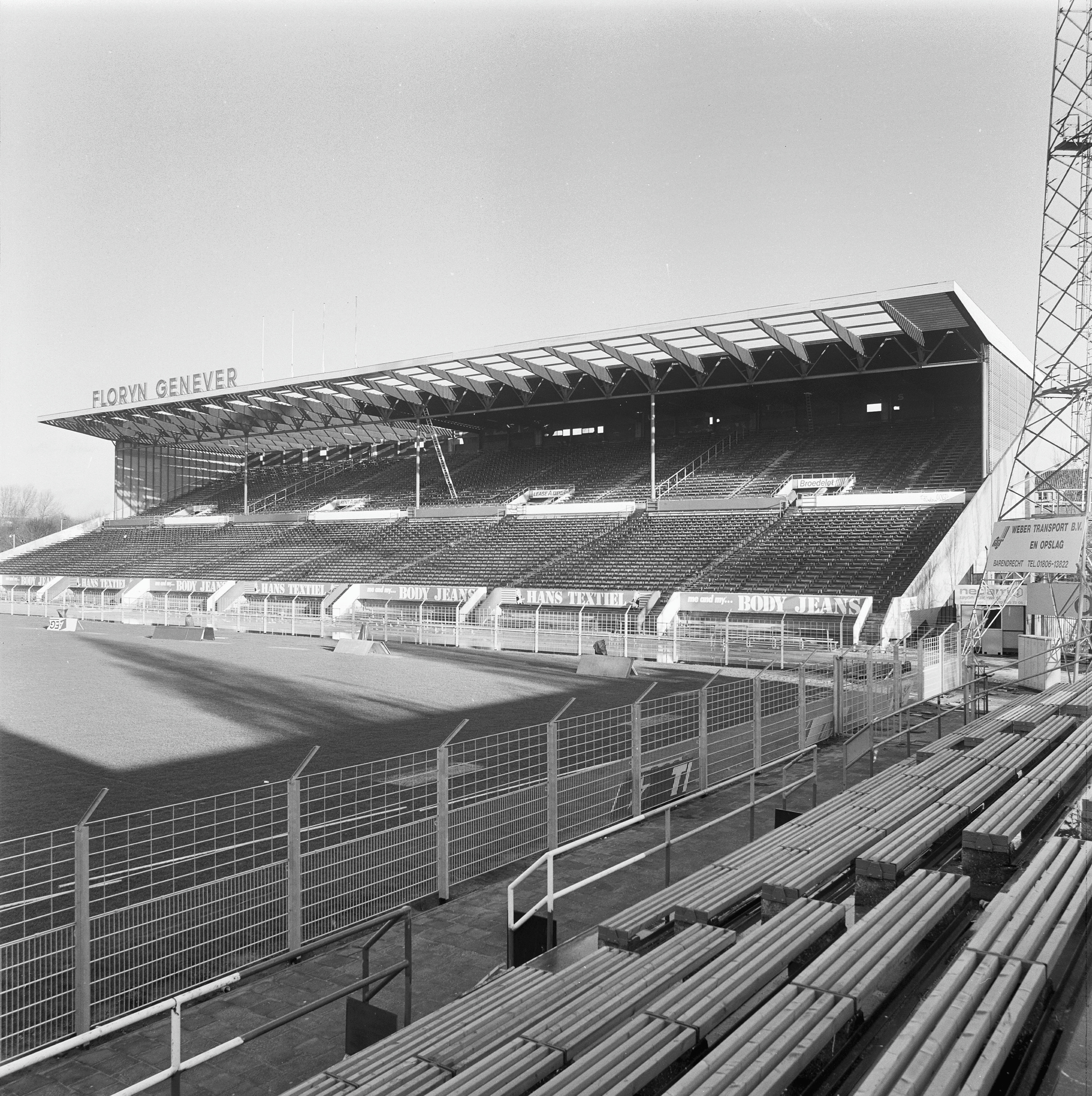
۱۹۸۸
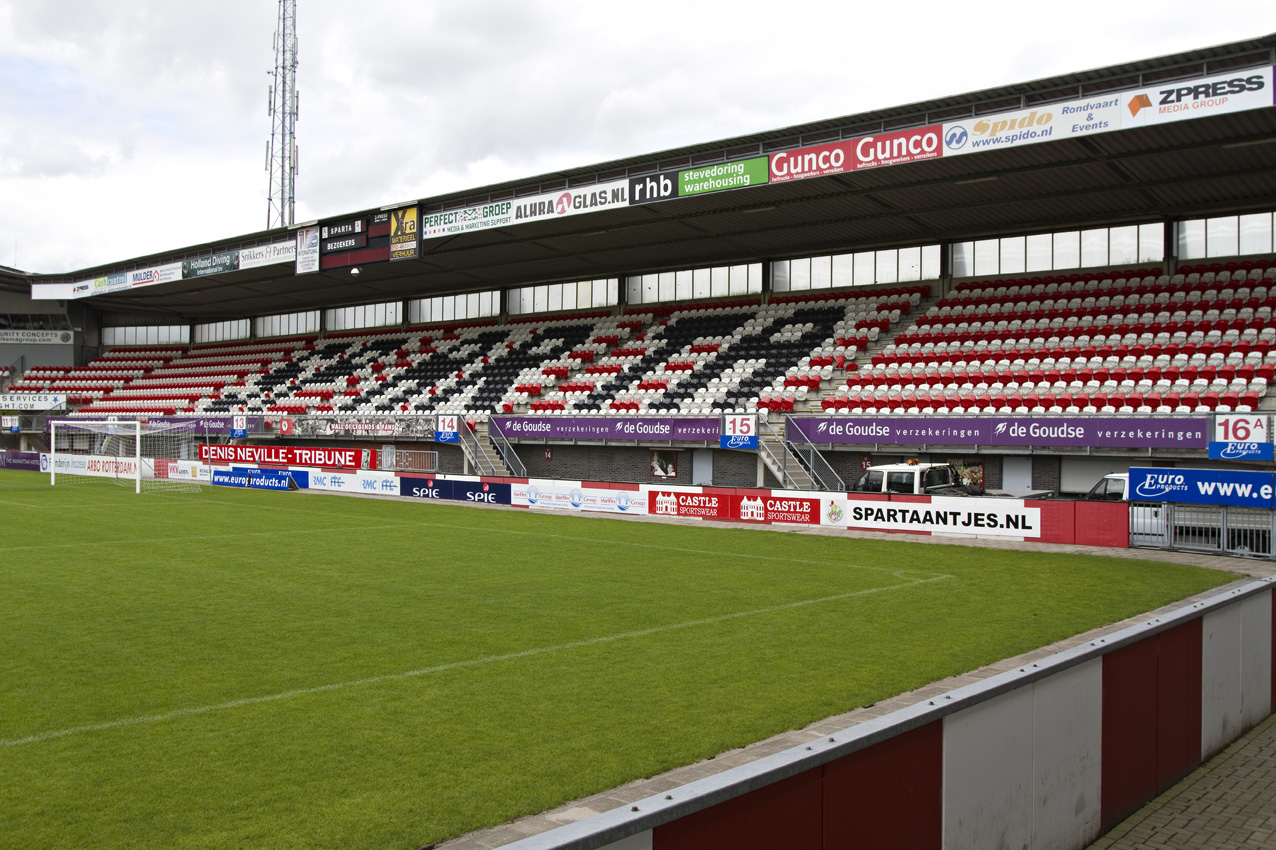
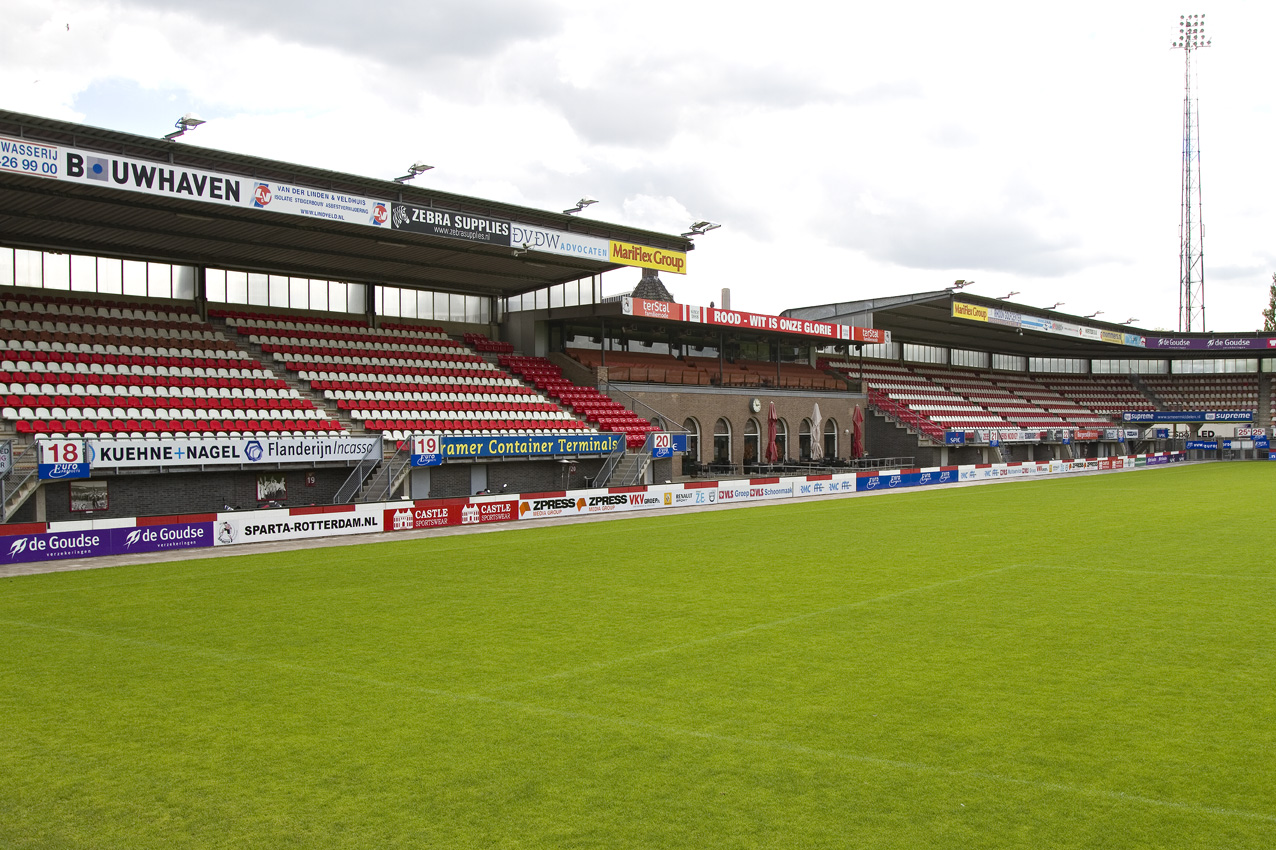

## معماری و تاریخچه
نام «Het Kasteel» به دلیل وجود ساختمانی با دو برج کوچک در ضلع جنوبی ورزشگاه است که شباهت زیادی به قلعه دارد. این ساختمان تنها بخش باقی‌مانده از طراحی اصلی ورزشگاه در سال ۱۹۱۶ است و در حال حاضر موزه باشگاه اسپارتا در آن قرار دارد.
در سال‌های ۱۹۹۸ تا ۱۹۹۹، ورزشگاه به‌طور کامل بازسازی شد. در این بازسازی، زمین بازی ۹۰ درجه چرخانده شد و سکوهای جدیدی ساخته شدند. با این حال، ساختمان قلعه‌ای حفظ شد و به یکی از ویژگی‌های منحصربه‌فرد ورزشگاه تبدیل گشت.

## رویدادهای مهم
- المپیک ۱۹۲۸: در جریان بازی‌های المپیک آمستردام، این ورزشگاه میزبان دو مسابقه فوتبال بود:
  - هلند ۳–۱ بلژیک
  - هلند ۲–۲ شیلی
- حادثه معروف ۱۹۷۰: در نوامبر ۱۹۷۰، دروازه‌بان فاینورد، ادی تریتل، با یک شوت، یک مرغ دریایی را در هوا زد. این پرنده تاکسیدرمی شده و در موزه فاینورد در ورزشگاه دِ کویپ نگهداری می‌شود، که باعث نارضایتی برخی از هواداران اسپارتا شده است.